# James Scott, I Duce de Monmouth
James Scott, I Duce de Monmouth (n. Rotterdam, 4 aprilie 1649 - d.  Londra 15 iulie 1685), a fost un nobil și militar englez. Cunoscut și cu numele de James Stuart sau James FitzRoy, s-a născut la Rotterdam, fiul nelegitim a lui Carol al II-lea, regele Angliei și al amantei acestuia, Lucy Walter, cunoscută în timpul exilului. În  1685 a condus Rebeliunea lui Monmouth, o încercare de a lua locul unchiului său Iacob al II-lea al Angliei pe tronul Angliei. Declarându-se rege legitim, a încercat să profite de poziția lui de fiu nelegitim al lui Carol al II-lea și de religia sa protestantă, împotriva lui Iacob al II-lea al Angliei, romano-catolic. Rebeliunea lui Monmouth, a eșuat, iar Monmouth a fost condamnat la moarte pentru trădare și decapitat în 15 iulie 1685.

## Biografie

### Primii ani

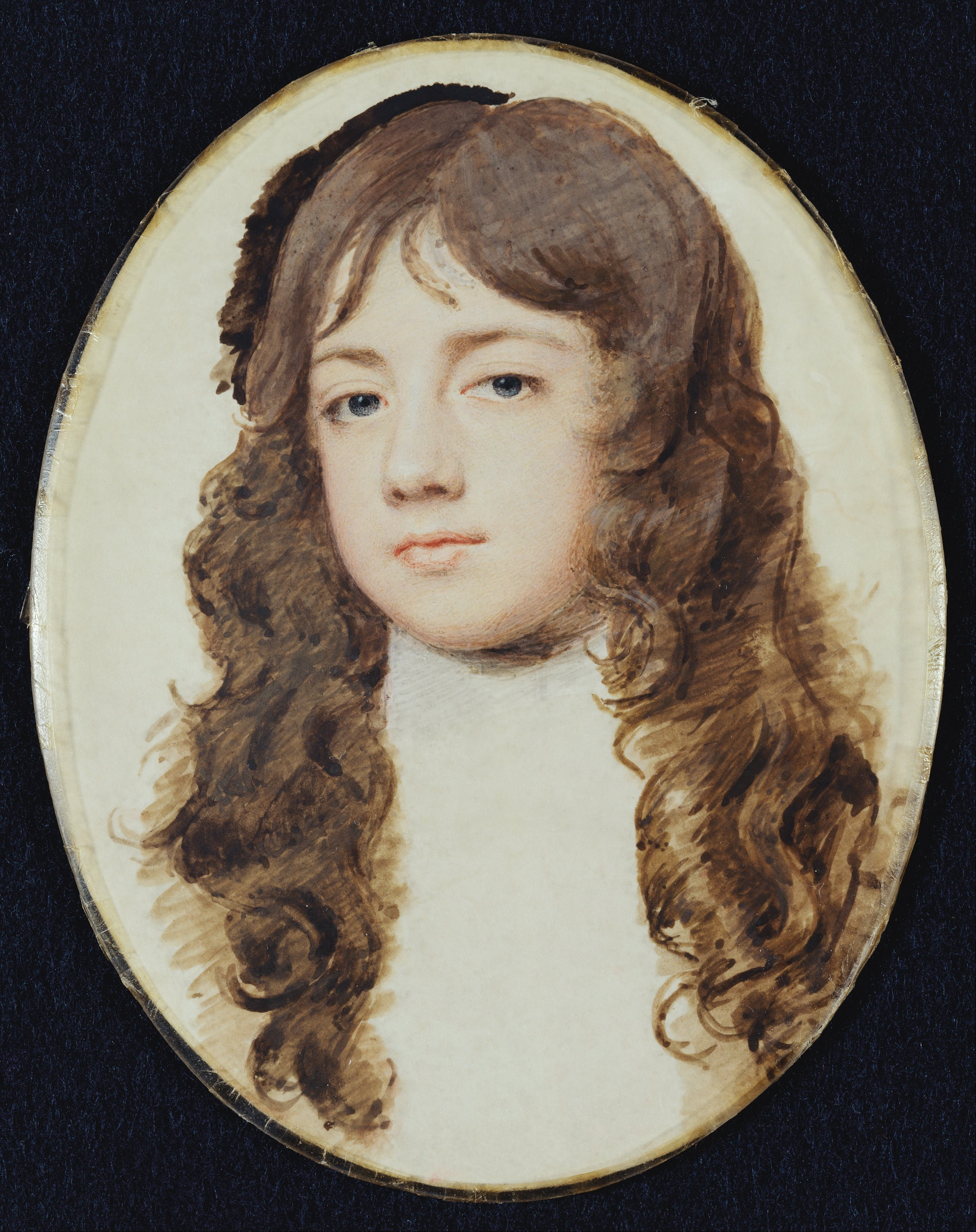
Portret din copilăria lui James Scott din 1664-1665 de Samuel Cooper

James Scott s-a născut la Rotterdam, Olanda și a fost fiul lui Lucy Walter, care fusese amanta lui Carol, în timp ce acesta se afla în exil în urma decapitării tatălui său, Carol I al Angliei. Nu se știa cu siguranță dacă James Scott a fost cu adevărat fiul lui Carol al II-lea. Potrivit unui studiu biografic de Hugh Noel Williams, Carol a ajuns la Haga pe la mijlocul lunii septembrie 1648 - cu șapte luni înainte de nașterea copilului (dar o cunoscuse pe Lucy Walter cu nouă luni înainte) - și unele voci nefondate, spuneau că Lucy avusese o aventură cu Robert Sidney în vara acelui an. Când copilul a ajuns la maturitate, contemporanii au notat o mare asemănare cu Sidney. Vocile nefondate proveneau probabil din partea unchiului său, Iacob al II-lea al Angliei, care se temea de o potențială pretenție a nepotului său la tronul Angliei. În cele din urmă, în 2012, un test DNA efectuat pe un descendent al ducelui de Monmouth, a arătat că acesta împărtășea același cromozom Y (moștenit de la tată la fiu) cu un  văr îndepărtat Stuart, ceea ce a oferit dovezi puternice că Monmouth era fiul lui Carol al II-lea. În acea vreme se vorbea despre o căsătorie secretă între Lucy și Carol, ceea ce îl făcea pe James Scott adevăratul moștenitor la tronul Angliei. Carol l-a recunoscut pe James, dar nu l-a inclus niciodată pe linia de succesiune. Când Carol a devenit rege, Lucy era moartă de doi ani și Carol s-a căsătorit cu prințesa portugheză Caterina de Braganza. Ca rege, el a mărturisit în scris Consiliului său că nu a fost căsătorit cu nimeni în afară de Caterina de Braganza. În martie 1658, tânărul James a fost răpit de un om al regelui și trimis la Paris, unde a fost dat în grija baronetului Crofts, al cărui nume de familie l-a preluat.

### Ofițer și comandant

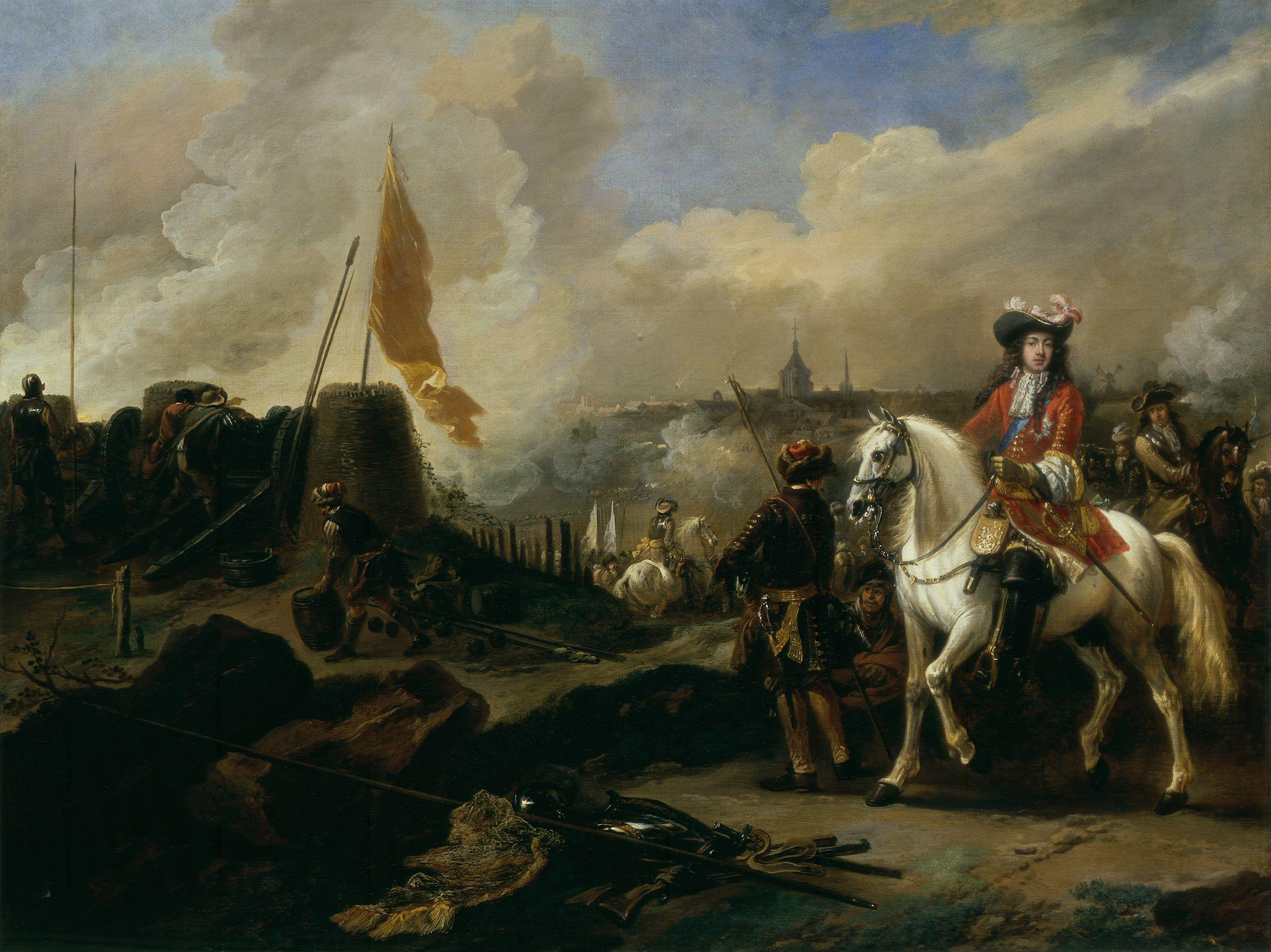
James Scott îi comandă pe englezi împotriva oladezilor, portret de Jan van Eyck

La 14 februarie 1663, la vârsta de 14 ani, la puțin timp după ce a fost adus în Anglia, James a fost creat duce de Monmouth, cu titlurile subsidiare de conte de Doncaster și baron Scott de Tynedale, datorită cărora a primit rangul de Pair al Angliei, iar în 28 martie 1663 a fost numit Cavaler al Ordinului Jartierei. La 20 aprilie 1663 s-a căsătorit cu Anne Scott, a IV-a contesă de Buccleuch, iar după căsătorie James a luat numele soției sale. Regele i-a numit pe amândoi duce și ducesă de Buccleuch. Chiar dacă nu era prea priceput în arta guvernării, James a devenit foarte popular datorită religiei sale protestante: era preferat prezumtivului moștenitor la tron, Iacob, fratele regelui, care se convertise în mod public la catolicism.
În 1665, la șaisprezece ani, James a servit în flota engleză, sub comanda unchiului său, Iacob, duce de York, în al doilea război anglo-olandez. La izbucnirea celui de-al treilea război anglo-olandez, în 1672, James a primit comanda unei batalion de șase mii de oameni, scoțieni și englezi și a fost trimis pe continentul european pentru a susține trupele lui Ludovic al XIV-lea. După campania din 1673, în special după asediul de la Maastricht, James era socotit drept unul dintre cei mai buni soldați din Anglia.

## Faima și sfârșitul

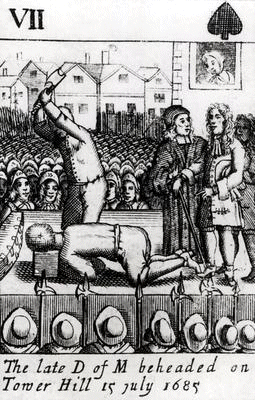
Execuţia lui James Scott

În 1678 James Scott a primit comanda unui batalion, de data aceasta alături de olandezi, împotriva francezilor; în această ocazie a demonstrat mari capacități strategice și militare. Mai târziu i s-a încredințat misiunea de a înăbuși o revoltă în Scoția. Și cu această ocazie, cu o armată inferioară celei inamice, a obținut o serie de victorii și a oprit revolta. După așa numitul Rye House Plot, din 1683, a fost constrâns să părăsească Anglia și s-a refugiat în Provinciile Unite. După moartea tatălui său, a încercat să ia în stăpânire tronul Angliei și a planificat o invazie. Debarcat, a fost declarat rege în diverse orașe și a fost chiar încoronat în 20 iunie 1685. În 6 iulie, armata comandată de James s-a luptat cu trupele regale în bătălia de la Sedgemoor. A fost penultima bătălie pe pământ englez, până în zilele noastre. Dar nici carisma și marile calități de conducător ale lui James, nu au reușit să înfrângă forța armatei regale, care i-a învins pe rebeli, a luat 500 de prizonieri și a ucis 1000 de soldați. James a fost și el luat prizonier. După ce a fost prins, Parlamentul a adoptat Act of Attainder (Act de Dezonoare) prin care era exclus definitiv la orice posibilitate de succesiune și era condamnat la moarte. Chiar dacă a cerșit milă unchiului său, a fost dus la Tower Hill în Londra și decapitat de către Jack Ketch în 15 iulie 1685. Se spune că au fost nevoie de mai multe lovituri de topor pentru a-i tăia capul, (deși unele surse susțin că au fost opt lovituri, sursele oficiale ale Turnului Londrei spun că au fost cinci, în timp ce Charles Spencer în cartea sa Blenheim, scrie că au fost șapte

## Legende populare

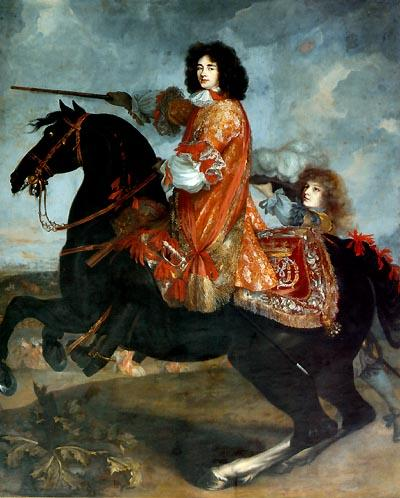
James Scott

Legenda spune că din cauză că nu exista nici un portret al ducelui de Monmouth, după execuție capul i-a fost cusut de trup și apoi a fost pictat portretul ducelui pe cal ce se găsește la National Portrait Gallery, din Londra. Cu toate acestea, există cel puțin două portrete ale ducelui, datate înainte de moartea sa,care se află tot la National Portrait Gallery. 
Una din teoriile despre identitatea Omului cu masca de fier spune că acesta era Monmouth. Această teorie se bazează pe raționamentul că Iacob nu și-ar fi ucis propriul nepot, astfel altcineva a fost executat în locul lui, iar Monmouth a fost dus în Franța și pus sub custodia verișorului lui Iacob, Ludovic al XIV-lea al Franței.

## Copii
Din căsătoria cu Anne Scott a avut șase copii:
- Charles Scott, conte de Doncaster (n. 24 august 1672 - d. 9 februarie 1673
- James Scott, conte de Dalkeith (n. 23 mai 1674 - d. 14 martie 1705)
- Anne Scott (n. 17 februarie 1675 - d. 13 august 1685)
- Henry Scott, primul conte de Deloraine (n. 1676 - d. 25 decembrie 1730)
- Francis Scott, (n. 1678 - d. 8 decembrie 1679)
- Charlotte Scott (5 decembrie 1679)

Din relația sa cu Eleanor Needham a avut trei copii, din care unul a murit foarte tânăr.
- James Crofts, (a murit în martie 1732)
- Henriette Crofts, (n. 1682 - d. 27 februarie 1730)